# Цифрово програмно управление
Цифрово програмно управление (ЦПУ) (на английски: computer numerical control – (CNC)), (на руски: числовое программное управление), е компютърна система за управление на металообработващи или други машини, с цел автоматизация на производствения процес. Тя управлява задвижването на основните (напр. режещи) инструменти, на помощните технологични инструменти или приспособления, системите за постигане на оптимален технологичен процес (режим на работа на двигателя, смяна на инструмента, смазване, охлаждане в работната зона на машината, хидравлични задвижвания, стружкотранспортиране, транспорт на заготовки), както и температурните и времеви режими при химически или металургични процеси. ЦПУ работи с кодирана информация (при металообработващите машини обикновено наричани детайл програми) за всички действия при конкретната обработка. Автоматизираните машини с ЦПУ работят с минимален брой ръчно управлявани операции и контрол, което ги прави много производителни и гъвкави.  Предимствата от използването на машини с ЦПУ са такива, че използването им е изгодно дори при дребно и средносерийно производство. Притежават висока производителност, произвежданите продукти в серията са с еднакви геометрични параметри и качество, и номенклатурата от произвеждани детайли се разширява.

## История
Разработката на системи за автоматизиране на машинните операции се дължи на стремежа да се постигне по-висока производителност, по-високо качество и повтаряемост на получените резултати при обработката, както и независимост на производството от квалификацията на работника. Първите стъпки в металообработването са направени в началото на ХVІІІ век, когато руският механик А. Нартов конструира супорта на струга, с което заменя ръката на работника, както и копирно приспособление за обработка на криволинейни контури върху цилиндрично тяло. В края на същото столетие Модслей въвежда ходовия винт, като свързва движението на вретеното с това на супорта. Програма с двоичен код, нанесена на перфокарта, е въведена за управление на тъкачен стан за жакардови тъкани през 1801 година.
През 1818 г. Т. Блачард създава първата копирна линия, автоматизирана с помощта на гърбици, за производство на детайли със сложна форма (оръжейни приклади). Револверната глава със сменяеми инструменти се създава през 1854 г., а по-късно и възможността за автоматично завъртане на инструмента за нова позиция. За потребностите на масовото производство в началото на ХХ век се появяват агрегатният принцип при машините и първите автоматични производствени линии. През 1921 г. Дж. Шоу създава електрокопирна система за фрезмашини. Двигател за ускорено създаване и внедряване на автоматизирани машини с програмно управление са военната и автомобилната промишлености.
Първият струг с кинематично програмно управление (КПУ) (на английски: Numerical Control) (NC) е изобретен от Джон Парсънс (John T. Parsons). Като инженер във фирмата на баща си Parsons Inc, произвеждаща въздушни винтове за хеликоптери, той пръв предлага програмно управление с перфокарти за обработваща машина. Военновъздушните сили на САЩ през 1949 г. финансират създаването на фрезови машини за обработка на сложни детайли за авиацията, но поради невъзможност да реши проблема със свои сили фирмата възлага разработката на сервомеханиката на Масачузетския технологичен институт (МИТ). През 1950 г. МИТ придобива компанията за фрезови машини Hydro-Tel. Съчетанието на конструкторски възможности за разработка и производствени мощности води до самостоятелен договор с ВВС и през септември 1952 г. е демонстрирана функционираща машина, управлявана с програма, записана на перфолента.
Първата металообработваща машина с КПУ е сложна и трудно приложима в производствени условия. Компанията Bendix Corp. създава първото серийно произвеждано КПУ и от 1954 г. то се влага в металообработващи машини, а произведените 120 броя машини Министерството на отбраната отдава под наем, поради все още съществуващото недоверие към тази техника.

## Съвременно развитие
Програмното управление се прилага за автоматизация на работата на машини и съоръжения при програмно задени параметри на крайния продукт с висока повтаряемост на качеството на обработка и геометричните параметри. Използва се при разнообразни повтаряеми технологични процеси не само при обработващи машини, но и при измерителни машини или тестващи стендове, галванични вани, термични агрегати, промишлени роботи и др. Осъществява се с универсални управляващи устройства със стъпково действие, като се подава последователност от кодове (програми) към едно специализирано техническо средство, свързано с изпълнителната машина или съоръжение. Системата за програмно управление позволява бързо, само със смяна на програмата и без да се правят кинематични или електрически промени, да се сменя произвежданата номенклатура. Всички действия на машината в технологичния цикъл, както и движенията за непосредствена обработка, са автономни и тяхната последователност е описана в програмата. Стъпковото действие се осъществява с определени програмно зададени състояния и само чрез тях се предават командите за изпълнителните двигатели или механизми. Изпълнението на всяка следваща стъпка се реализира само след получаването на сигнал за завършената предходна операция от обработващия цикъл. Стъпката при обработката може да се определи много прецизно – например за ЦПУ от моделите на Fanuc е възможна стъпка на режещия нож с точност 1 микрон.
Електронните схеми на първите програмни управления в автоматизирани машини с използване на копиране от шаблон или образец са реализирани с електронни лампи. Впоследствие те са заменени с полупроводникови елементи, а по-нататъшните постиженията в електрониката, импулсната и изчислителната техника позволяват ЦПУ да придобият компактни размери, ниска цена, да имат все по-голямо бързодействие и възможности за контрол по време на експлоатация. Ниският разход на електроенергия и високата производствена гъвкавост при отработването на стъпките по програмите обезпечават висока производителност и рентабилност и водят до тяхното широко използване в промишлеността.

## Класификация на автоматизираните процеси в машиностроенето
В машиностроенето за обработките на сложни повърхности при изработката на детайли са създадени металорежещи машини с различна степен на автоматизиране на процеса на рязане. Това води до значително увеличаване на производителността в сравнение с универсалните машини с ръчно управление. Методите за рязане при автоматизиране на този процес може да се обобщят в четири групи:
- обработка по копир – когато движението на управляващия орган на машината обхожда и възпроизвежда предварително направен шаблон;
- обработване по предварително настроени кинематични вериги на подавателния привод за рязане в работната зона на машината;
- обработки с помощта на специални механизми – построители, вместо комплексни шаблони, използвани за обработки на цилиндрични повърхности, елиптични или сложни затворени контури.
- обработки с помощта на системи за програмно управление. Обработването на различните видове повърхности се осъществява без използването на механични модели или кинематични аналози и построители. Тези технически средства при формообразуването на детайла не се нуждаят от механични носители на формата (шаблони или образци) и не използват построители. Системите за програмно управление използват програми в кодиран вид, в т.ч. и такива записани върху физически носители[4].

## Класификация на съвременните програмни управления
Системите за програмно управление може да се обособят в две основни групи съгласно класификацията приета на Първия международен конгрес на международната федерация по автоматично управление, проведен в Москва през 1960 година. Според квалификацията на базата на най-характерните признаци, системите за програмно управление за металорежещи машини се разделят на два класа:
- Системи с кинематично програмно управление (КПУ). Терминът в английската техническа литература и практика е NC (на английски: Numerical control), в исторически план е създадена първа. Тези системи имат твърдо зададени параметри с различни средства, в т. ч и на външни носители и нямат възможност за оперативно съхранение на използваната работната програма.
- Системи за цифрово програмно управление (ЦПУ). Терминът в английската техническа литература и практика е CNC (на английски: Computer numerical control). Това е осъвременена система на базата на постиженията на микроелектрониката и изчислителната техника. Специализираният компютър използван като система за програмно управление, позволява да се запамети специалното системно програмно осигуряване, както и да се създават нови програми или записват такива създадени на външни програмни средства.

За най-пълно автоматизиране на цикъла на работа, програмите трябва да съдържат кодове за:
- движенията на изпълнителния орган на машината за формообразуването или последователността на процесите при управляван технологичен процес;
- режимите на работа (обороти на двигател, охлаждане, работна температура, скорост на движение и др.);
- спомагателните операции (смяна инструмент, смяна на заготовките, въвеждане корекции в работния режим и др.).

### Системи за кинематично програмно управление
Системите за кинематично програмно управление (КПУ) са обозначавани през 70-те години в България още с термина системи с нецифрово програмно управление. Тези системи са предимно системи за управление на движението с непрекъснато следене и програмите се задават изключително в декодиран вид. Програмата се задава посредством различни носители на информация – поставяне в определено състояние на щекерни и бутонни панели, панели с декадни превключватели, четене на информация от хартиени или пластмасови перфоленти, като носители на последователността от кодове на програмите, магнитни барабани и др. Те осигуряват само управление на положението и в комбинация с копирни системи се разширява комплексното управление на движението. Практически управляваният технологичен процес може да е неограничен по дължина. Но гъвкавостта им при експлоатация изисква изработката на нова програма (напр. перфолента) и създаване на нова комбинация от положението на щекерите върху панела, с което не се съхранява използваната преди това обработваща програма. Като системи за автоматично управление те са значително по-прости от тези с цифрово управление. При изграждането на такива системи се използват сравнително евтини и универсални електроелементи и по-опростени схеми при свързването им. Предимството в по-ниската цена не може да компенсира по-ниската точност, по-ниските технологични възможности и липсата на възможност за съхранение на създадената програмна информация. Като се прибавят и други експлоатационни недостатъци – по-ниска надеждност поради откази в многобройните електромеханични връзки, невъзможността за работа с подпрограми и практическата невъзможност за редактиране непосредствено върху машината, този вид системи не се вграждат понастоящем в автоматизирани обработващи машини.
Първите стругове с КПУ в България са разработени и произвеждани в периода 1974 – 1979 година.

### Системи с ЦПУ
Системите с ЦПУ навлизат в технологията на автоматизираното управление на процеси през 1970-те години като системи за определяне на положението, и са наричани още позиционни системи. Характерната особеност е, че програмата се задава в кодиран и декодиран вид. В първото поколение системи за въвеждане на информация в паметта се използва перфолента със запис на програмното осигуряване с възможност за последващо многократно променяне. Подобна организация определя тези управляващи устройства като системи със свободно програмируеми алгоритми.
Съвременните системи с ЦПУ са построени на базата на микропроцесори и са с твърдо програмирани алгоритми, записвани в постоянна и енергонезависима компютърна памет. В заделено пространство на компютърната памет е възможно да се съхраняват и голям брой управляващи програми, както и записите да се променят многократно с редактиране в режим на диалог. Това могат да са специални програми за работа с фиксирани цикли, както и програми, свързани с цикъла на работа на работните режими и спомагателните операции.
В съвременните системи за ЦПУ се използват разнообразните носители на информация със значителен обем, използвани и в компютърната техника. Използват се дискети, CD, флаш-памети. Използват се и компютърните мрежи, позволяващи дистанционна разработка на програмни продукти. Зареждането с програмна информация, както и директно управление на работния цикъл на система за ЦПУ може да се осъществява чрез компютър. Такова управление на една или повече системи за ЦПУ се нарича управление DNC (Direct Numerical Control). Подобни технически решения се използват при създаване на гъвкави автоматизирани производствени системи (ГАПС).

## Производство в България
Първите български системи за ЦПУ Програма 20 и Програма 30 са произведени в средата на 1970-те години по лиценз на фирмата Fanuc в завод „Електра“ и са вградени в специално разработените стругове „Перун“ и РВ 501 в заводите на ДСО ЗММ.
През 1980 – 1981 г. е закупен нов лиценз от Япония на ЦПУ от моделите Fanuc 5 и Fanuc 6 и е внедрен в Завода за изчислителна техника (ЗИТ). След проведената успешна пробна серия започва редовно производство с отчасти заменена оригинална елементна база в съответствие с лицензионния договор. Произведените ЦПУ ЗИТ 500Т и ЗИТ 500М се предоставят на заводите на ДСО ЗММ за вграждане във високопроизводителни машини, конструирани в Централния научноизследователски институт по металорежещи машини (ЦНИИММ) – София.
Увеличаването на производствения обем води до нова организация и създаване на нови производствени мощности. Производството на ЦПУ се прехвърля в Комбинат „Технотроника“, който включва завод „Електра“ (вече Завод за индустриална електроника) и Технологичния институт по индустриална електроника. През 1987 г. производителите на електроника и на металорежещи машини влизат в състава на новообразуваната Стопанска организация „Комплексна автоматизация на технологичните процеси“ .
След 1991 година стопанските организации са закрити, заводите за производство на металорежещи машини и на ЦПУ са приватизирани и такива програмни управления се закупуват от чужбина, макар че има и отделни частни производители в България.

## Типове машини с ЦПУ
Поради предимствата при автоматизирането на процеса на управление, ЦПУ от 1970-те години се вгражда не само в отделни обработващи машини, но и за съвместна работа с роботи или в по-големи производствени системи, като АТМ или ГАПС, под общото управление на голяма компютърна система. Разработвани и внедрявани в производство са машини със системи за ЦПУ в следните направления:
- Стругове;
- Обработващи центри;
- Дървообработващи машини;
- Кръглошлифовални машини;
- Плоскошлифовални:
- Зъбодълбачни машини:
- Електроерозийни машини;
- Координатно щанцовъчни преси;
- Комбинирани машини за пробиване на отвори;
- Лазерни машини;
- Трикоординатни измервателни машини.

Примерният комплект на ЦПУ съдържа блок за управление с монитор и клавиатура, машинен пулт с програмируеми бутони, захранващ блок и входно-изходен модул.

## Български металообработващи машини с програмно управление
- С кинематично програмно управление (КПУ) серийно произвеждани машини, проектирани и внедрени за производство в заводите на ДСО ЗММ са:

-Стругови полуавтомати модели СЕ 061 и СЕ 081;
- С цифрово програмно управление (ЦПУ) с едновременно управление по две координати, серийно произвеждани машини са:

-ЦПУ Програма 20 (подавателното задвижване със стъпкови двигатели) – струг „Перун“;
-ЦПУ от моделите Fanuc 5Т, Fanuc 6Т, ЗИТ 500Т, Sinumerik, Fagor Automation (подавателно задвижване с високомоментни двигатели) – стругове СП 161, СТ 161, СТ 201, СП 503, СП 586.
- С ЦПУ с едновременно управление по три (и повече) координати, серийно произвеждани машини са:

-ЦПУ Програма 30 (подавателното задвижване със стъпкови двигатели) – РВ 501;
-ЦПУ от моделите Fanuc 5М, Fanuc 6М, ЗИТ 500М, (подавателно задвижване с високомоментни двигатели) – РВ 501.24, ЦМ 040, МС 032, ЦМ 080, ЦМ 100.